# 勇気も愛もないなんて
『勇気も愛もないなんて』（ゆうきもあいもないなんて）は、2016年3月16日にキューンミュージックより発売された日本のロックバンド、NICO Touches the Wallsのアルバム。

## 解説
- 「Shout to the Walls!」以来、ベストアルバム・アコースティックアルバムをはさんで約3年ぶりのオリジナルアルバム。
- 前作以降に発表された「ニワカ雨ニモ負ケズ」から最新シングル「渦と渦」を含んだ全11曲を収録。

## 収録曲
1. フィロローグ
2. 天地ガエシ (Album Mix)
3. まっすぐなうた (Album Mix)
4. エーキューライセンス
  - KKBOX「K子ネイル アーティストと一緒に聴く」篇/「K子ネイル 4000曲ダウンロード」篇CMソング
5. ブギウギルティ
6. ローハイド (Album Mix)
7. ウソツキ
8. TOKYO Dreamer (Album Mix)
9. 渦と渦 (Album Mix)
10. ニワカ雨ニモ負ケズ (Album Mix)
11. 勇気も愛もないなんて

### 初回特典DVD
Live and Documentary of "渦と渦～東の渦～"　2016.1.8 日本武道館 
- 天地ガエシ
- まっすぐなうた
- mega mixダイジェスト（バニーガールとダニーボーイ～泥んこドビー～N極とN極～Broken Youth～ストロベリーガール～THE BUNGY～夜の果て～行方）
- エーキューライセンス
- ニワカ雨ニモ負ケズ
- バイシクル
- 僕は30になるけれど
- ウソツキ

＋ Documentary

## 演奏
- 浅野尚志：Keyboards (#5)
- 小池敦：Keyboards (#6)